# Charles Sackville-Germain (5e duc de Dorset)
Charles Sackville-Germain (27 août 1767 - 29 juillet 1843) est un pair britannique, un courtisan et un homme politique conservateur. Il exerce les fonctions de grand écuyer entre 1821 et 1827, puis de nouveau brièvement en 1835. 

## Biographie
Né Charles Sackville, il est le fils aîné de Lord George Sackville. Son père change le nom de famille en Germain en 1770 et est créé vicomte de Sackville en 1782. Il réintègre l'ancien nom de famille comme un double nom plus tard. 

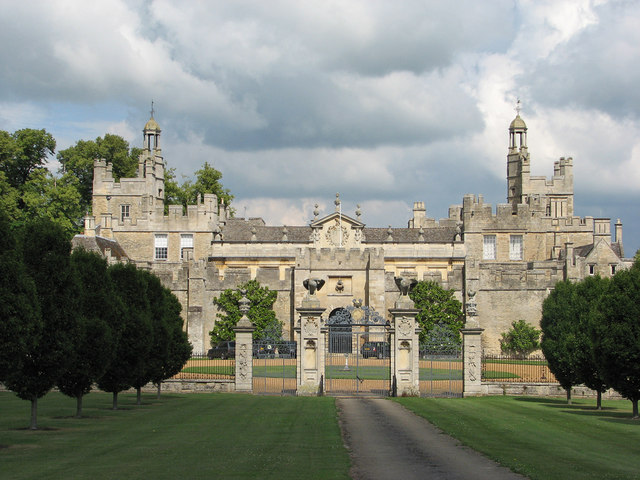
Drayton House

Il succède à son père dans la vicomté en 1785, héritant de Drayton House. En 1815, il succède également à son cousin au duché du Dorset. En 1821, il est admis au Conseil privé et est nommé grand écuyer sous Lord Liverpool, restant à son poste jusqu'en 1827 et à nouveau brièvement sous Robert Peel de janvier à avril 1835, il est également nommé chevalier de la jarretière en 1826. 
Il meurt célibataire et sans enfant en 1843 et ses titres de vicomte et de duc s'éteignent. Son mémorial se trouve dans l' église St Peter, Lowick, Northamptonshire — un tombeau en marbre blanc gravé de lettres blanches de Richard Westmacott, un grand manteau drapé, une couronne sur un coussin avec un ange à taille humaine assis à côté, son seul trait coloré est son bouclier. 

## Possessions

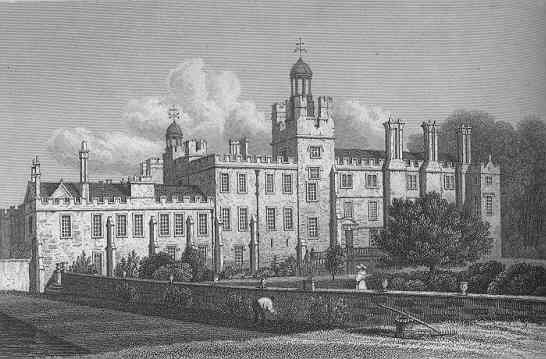
Dessin de Drayton House tel qu'il est à l'époque du 5e duc de Dorset.

En 1785, Charles hérite de la grande majorité de la paroisse de Lowick, notamment de la grande maison de Drayton du XIIIe siècle. Drayton est entrée dans la famille après Sir John Germain (1er baronnet), décédé sans descendance en 1718, laissant le domaine à son épouse, Elizabeth Germain (en). À sa mort en 1769, le père de Charles, Lord George Sackville, hérite du domaine. Il prend son nom par la loi du Parlement de 1770 et obtient le manoir supplémentaire de Lowick et le droit de désigner le curé avec une Enclosure de la paroisse en 1771, quand environ 1150 acres sont entièrement privatisés .
Charles hérite également de cinq manoirs du Northamptonshire en 1788 et 1791. Lui ou son prédécesseur dans le duché ont également acheté des Pyels plus modestes à proximité entre 1800 et 1843. 
À sa mort en 1843, tous les domaines passent à sa nièce, Caroline Harriet Stopford Sackville (née Sackville) (décédée en 1908) et passent en 1930 entre les mains de Nigel Victor Stopford Sackville, le seul fils encore en vie de son deuxième fils. 